# Pantodon buchholzi
El pez mariposa de agua dulce o pez mariposa africano (Pantodon buchholzi) es la única especie en la familia Pantodontidae. Esto implica que sus parientes vivos más próximos son las enormes arowanas de Sudamérica o los peces dragón asiáticos. A primera vista puede que no se parezca mucho a sus primos, pero si se fija sólo en la forma de la cabeza la semejanza es evidente.

## Descripción
Alcanza un tamaño máximo de 1 dm. La cabeza posee una gran boca orientada hacia arriba y dos grandes ojos. El cuerpo es de color marrón, con un jaspeado más oscuro. La aleta dorsal, pequeña, se sitúa muy atrás, casi tocando la cola, grande e irregular. Las aletas pectorales están muy desarrolladas, y otorgan al pez su nombre vulgar. Las aletas ventrales poseen cuatro radios filamentosos que sobresalen mucho, otorgándole al pez un curioso aspecto. La aleta anal nos da la clave para distinguir los sexos, pues el borde posterior es irregular en el macho y recto en la hembra.

## Hábitos
Es un cazador especializado de superficie.  Es capaz de respirar aire debido a su bien vascularizada vejiga natatoria. Sus ojos están constantemente entrenados a la superficie y su boca se adapta específicamente a la captura de pequeñas presas a lo largo de la superficie acuosa.  Si alcanza suficiente velocidad puede saltar encima del agua, una corta distancia para evitar ser  predado. Además mueve ágilmente sus aletas pectorales con la ayuda de músculos pectorales especializados.

## Distribución
Se encuentra en cuerpos de agua ligeramente ácidas de  África Occidental;  en ríos lentos y charcas africanas, en zonas llanas de Nigeria a la República del Congo. Merodea en pequeños grupos cerca de las orillas, llenas de plantas flotantes y raíces entre las que se cobija, sin despegarse de la superficie. Sus aletas pectorales le permiten "volar" fuera del agua para capturar la comida o escapar de sus depredadores. Se alimenta principalmente de insectos voladores, que atrapa cuando caen al agua o tras un corto vuelo; también de pececillos.

## Acuario
El pez mariposa africano es una de las especies más curiosas que se mantengan en acuarios. 
Podremos mantener este pez en acuarios a partir de 100 L, con peces pacíficos, pero lo suficientemente grandes como para no ser comidos.
Los parámetros ideales para mantenerlo son que tenga un pH de aproximadamente de 6,7-7,2 y un Kh menor a 4, es decir el agua algo ácida y blanda.
Procuraremos que el filtro no produzca corrientes en la superficie. Es muy conveniente disponer de islotes de plantas flotantes, o dejar que nuestro nenúfar produzca hojas superficiales.
Aceptará toda clase de alimentos artificiales una vez que se haya adaptado, siempre y cuando pueda tomarlos en la superficie, pues no bajará a por ellos. Pero para mantenerlo adecuadamente es muy conveniente darles un suministro de comida viva, sobre todo bichos blandos (moscas, polillas, arañas...) y alevines.
Acordaos de su capacidad para saltar. El acuario debe estar bien tapado, y debéis procurar no asustarlo cuando lo descubráis para efectuar tareas de mantenimiento.

## Reproducción
La gran mayoría de los peces mariposa que adquirimos han sido capturados en la naturaleza, pero con bastante paciencia y dedicación podremos criarlos en nuestra casa.
Los peces adultos que sean mantenidos en las condiciones correctas desovarán fácilmente en el acuario comunitario, sobre todo si han gozado de una buena alimentación. Una hembra puede poner unos 200 huevos, grandes y translúcidos, que flotan en la superficie gracias a que contienen mucha grasa. Este es el momento de retirar con un recipiente los huevos a otro acuario para criar los alevines.
Decoración o sustrato no son necesarios en este acuario, que llenaremos hasta una profundidad de 1 dm con agua idéntica a la del acuario principal. No es necesario el filtro, siempre y cuando mantengamos el tanque limpio, sifonando los desechos y cambiando parte del agua cada día.
Tras unas horas, los huevos se vuelven marrones, y a unos 25 °C hacen eclosión en día y medio. Entonces los alevines descienden al fondo hasta haber consumido el saco vitelino. En ese momento regresan a la superficie y empiezan nuestros problemas. Los alevines necesitan alimento vivo pequeño y que flote donde ellos se encuentran. Tendremos que intentar sacarlos adelante a base de los colémbolos, pulgones y moscas más pequeños que encontremos. Si conseguimos pasar los primeros días y hacerles crecer hasta que puedan alimentarse de Drosophila adulta